# J리그 승강결정전
J리그 승강결정전(일본어: J1・J2入れ替え戦)는 2004년 시즌부터 J리그에 도입된 제도로 다음 해 J리그 승격 및 강등을 가리는 경기다. 2009년 시즌부터 J2리그가 18개 팀이 됨에 따라 폐지되었으나 2012년부터 잉글랜드 챔피언십리그의 플레이오프 방식으로 재도입되었다.

## 설명

### 2004년~2008년
홈 앤드 어웨이 방식으로 2경기를 하게 되며 첫 경기는 J2팀의 홈, 두 번째 경기는 J1팀의 홈에서 한다. 경기 후 규정에 따라 승자가 정해지며 승자는 J1 승격, 패자는 J2 강등이 된다. J1팀이 승리할 경우는 양 팀 모두 해당 리그에 잔류하게 된다.

#### 참가하는 팀
2003년까지만 해도 J2 1,2위 팀만 승격할 수 있는 기회가 주어졌지만 승강전이 도입된 후 J2 3위팀에도 승격 기회가 주어지게 되었다. 즉 J1에서 자동 강등되는 2팀(17위, 18위)를 제외한 최하위 팀인 16위와 J2 3위팀과의 경기를 함으로써 승격의 기회가 주어지게 된다.
단, 교체전이 도입된 2004년에는 2005년 시즌부터 J1 참가팀이 16개팀에서 18개팀으로 늘어날 예정이었기 때문에 자동으로 강등되는 팀이 없었다. 따라서 2004년에는 J1 최하위인 16위팀과 J2 3위팀과의 대결만 이루어졌다.

### 2012년~
2012년부터 J2리그의 규모가 22개 팀으로 확대되면서 J2-JFL 간 승강제가 도입되고 리그 승강결정전이 부활하였다. J1리그 최하위 3팀은 자동으로 강등되지만 J2리그에서는 최상위 2팀만 자동으로 승격하고 나머지 1팀은 3위~6위 팀의 플레이오프로 결정된다. 또한, J2 최하위 팀은 JFL로 강등되고 JFL 우승 팀이 J2로 승격하게 되며, J2 최하위에서 두 번째 팀과 JFL 준우승 팀이 승강결정전을 치르게 된다.

## 경기 결과

### 2004년 ~ 2008년
| 년도 | J1 16위팀         | 결과                   | J2 3위팀          |
| ---- | ----------------- | ---------------------- | ----------------- |
| 2004 | 가시와 레이솔     | 2 - 0 2 - 0 4 - 0      | 아비스파 후쿠오카 |
| 2005 | 가시와 레이솔     | 1 - 2 2 - 6 3 - 8      | 반포레 고후       |
| 2006 | 아비스파 후쿠오카 | 0 - 0 1 - 1 1 - 1 (1)* | 비셀 고베         |
| 2007 | 산프레체 히로시마 | 1 - 2 0 - 0 1 - 2      | 교토 상가 FC      |
| 2008 | 주빌로 이와타     | 1 - 1 2 - 1 3 - 2      | 베갈타 센다이     |

* 원정 다득점으로 승리, 결과에서 굵은 글씨는 총 득점

## 같이 보기
- J리그 승격 플레이오프